# In Search of Space
In Search of Space è il secondo album in studio della progressive rock band britannica Hawkwind, registrato nel 1971 e pubblicato nello stesso anno. Sul retro della copertina, gli Hawkwind scrissero: "TECHNICIÄNS ÖF SPÅCE SHIP EÅRTH THIS IS YÖÜR CÄPTÅIN SPEÄKING YÖÜR ØÅPTÅIN IS DEA̋D", uno dei primi esempi di uso dell'umlaut dell'heavy metal.

## Tracce
1. You Shouldn't Do That – 15:42  –  (Turner/Brock)
2. You Know You're Only Dreaming – 6:38  –  (Brock)
3. Master of the Universe – 6:17  –  (Turner/Brock)
4. We Took the Wrong Step Years Ago – 4:50  –  (Brock)
5. Adjust Me – 5:45  –  (Hawkwind)
6. Children of the Sun – 3:21  –  (Turner/Anderson)

### Tracce aggiunte nel 1996
1. Seven By Seven (original single mix) – 5:24 –  (Brock)
2. Silver Machine (live at the Roundhouse) – 4:40 –  (Calvert/Brock)
3. Born to Go (single version edit; live at the Roundhouse) – 5:04 –  (Calvert/Brock)

## Formazione
- Dave Brock - chitarra elettrica, chitarre acustiche a 6 e 12 corde, tastiere, armonica, voce
- Nik Turner - sassofono, flauto, voce
- Del Dettmar - sintetizzatore
- Dik Mik - sintetizzatore
- Dave Anderson - basso, chitarra
- Terry Ollis - batteria